# Ketewan Andronikaschwili
Ketewan Andronikaschwili (georgisch ქეთევან ანდრონიკაშვილი; * 1754; † 3. Juni 1782 in Tiflis) war eine georgische Adlige und die erste Gemahlin von König Giorgi XII. von Kartlien-Kachetien. 1778 führte sie persönlich die georgische Kavallerie in eine siegreiche Schlacht gegen das Bergvolk der Lesgier.

## Biografie
Prinzessin Ketewan wurde als Kind der Adelsfamilie Andronikaschwili, eines der führenden Adelshäuser des ostgeorgischen Königreichs Kachetien, das sich auf die Herkunft von der Komnenen-Dynastie berief, geboren. Ihr Vater, Fürst Papuna Andronikaschwili, herrschte über die historische Provinz Heretien, deren Name zu dieser Zeit Kiziqi lautete. Sie hatte drei Brüder, Melkisedek, Iese, and Rewaz.
1766 heiratete Ketewan Giorgi, den ältesten Sohn von König Erekle II. Diese Heirat half der Familie Andronikaschwili, und besonders Ketewans Bruder Rewaz dabei, am königlichen Hof gegen die rivalisierende Adelsfamilie Dadiani, die von Erekles Gemahlin Darejan Dadiani unterstützt wurde, mehr Einfluss zu gewinnen.
Im Oktober 1778 spielte die zu dieser Zeit 24-jährige Ketewan eine wichtige Rolle in einer Schlacht bei Ghartiskari, die Teil eines jahrhundertelangen Konflikts zwischen den Georgiern und den Lesgiern war. Auf der Straße nach Tiflis begegnete sie einem 500 Mann starken Trupp der Lesgier. Sie führte persönlich ihr aus 300 Kavalleristen bestehendes Gefolge in den Kampf gegen die Lesgier und siegte. Als Erekle die Kunde davon vernahm, empfing er seine Schwiegertochter am Eingang nach Tiflis mit vollen militärischen Ehren. Aufgrund von Komplikationen bei ihrer letzten Geburt starb sie 1782 in Tiflis. Sie wurde im Kloster Dawit Garedscha begraben.

## Kinder
Aus Ketewans 16-jähriger Ehe mit Giorgi gingen 12 Kinder hervor:
1. Fürst David (1. Juli 1767 – 25. Mai 1819), Prinzregent von Georgien (1800–1801).
2. Fürst Ioane (16. Mai 1768 – 15. Februar 1819), Gelehrter und Schriftsteller.
3. Fürstin Barbare (1769 oder 1770 – 1801), die 1784 Fürst Simon Zosine Andronikaschwili heiratete und drei Kinder hatte.
4. Prinz Luarsab (1771 – vor 1798).
5. Fürstin Sophio (1771 – 28. September 1840), Trägerin des Russischen Ordens der Heiligen Katharina, heiratete 1792 Fürst Luarsab Tarkhan-Mourawi.
6. Fürstin Nino (15. April 1772 – 30. Mai 1847), Ehefrau von Grigol Dadiani, Fürst von Mingrelien, und Regentin von Mingrelien (1804–1806).
7. Fürstin Salome (um 1773 – nach 1777), wurde 1777 mit Fürst Alexander von Imeretien verheiratet.
8. Fürst Bagrat (8. Mai 1776 – 8. Mai 1841), Schriftsteller und Senator des Russischen Reichs.
9. Fürstin Ripsime (1779 – 27. Mai 1847), Trägerin des Ordens der Heiligen Katharina, heiratete 1784 Fürst Dimitri Cholokaschwili und hatte zwei Söhne.
10. Prinz Solomon (1780 – vor 1798)
11. Fürstin Gaiane (27. September 1780 – 22. Juli 1820), heiratete 1794 Giorgi, Fürst Ksanis.
12. Fürst Teimuraz (23. April 1782 – 25. Oktober 1846), Historiker.